# Legtöbb Oscar-díjat nyert filmek listája
A legtöbb Oscar-díjat nyert filmek listája, amelyeket az Oscar-díj átadáson legalább 8 díjjal tüntettek ki.

## 11 Oscar-díj
1. Titanic (1997) – 14 jelölésből
2. Ben-Hur (1959) – 12 jelölésből
3. A Gyűrűk Ura: A király visszatér (2003) – 11 jelölésből

## 10 Oscar-díj
1. West Side Story (1961) – 11 jelölésből

## 9 Oscar-díj
1. Elfújta a szél (1939) – 13 jelölésből
2. Gigi (1958) – 9 jelölésből
3. Az utolsó császár (1987) – 9 jelölésből
4. Az angol beteg (1996) – 12 jelölésből

## 8 Oscar-díj
1. Most és mindörökké (1953) – 13 jelölésből
2. A rakparton (1954) – 12 jelölésből
3. My Fair Lady (1964) – 12 jelölésből
4. Kabaré (1972) – 10 jelölésből
5. Gandhi (1982) – 11 jelölésből
6. Amadeus (1984) – 11 jelölésből
7. Gettómilliomos (2008) – 10 jelölésből